# Пожгурт
Пожгурт — деревня в Селтинском районе Удмуртской республики.

## География
Находится в западной части Удмуртии на расстоянии приблизительно 2 км на восток по прямой от районного центра села Селты.

## История
Известна с 1873 года как починок Будзимшур (Пажгурт, Парсьгурт) с 10 дворами, в 1893 году 19 дворов, в 1905 — 26, в 1920 — 42 (14 русских и 28 удмуртских), в 1924 — 43. До 2021 года входила в состав Колесурского сельского поселения.

## Население
Постоянное население составляло 101 человек (1873 год), 158 (1893, русских 37 и удмуртов 121), 198 (1905), 237 (1920), 233 (1924), 132 человека в 2002 году (удмурты 79 %), 108 в 2012.